# 毕卡斯·塞希

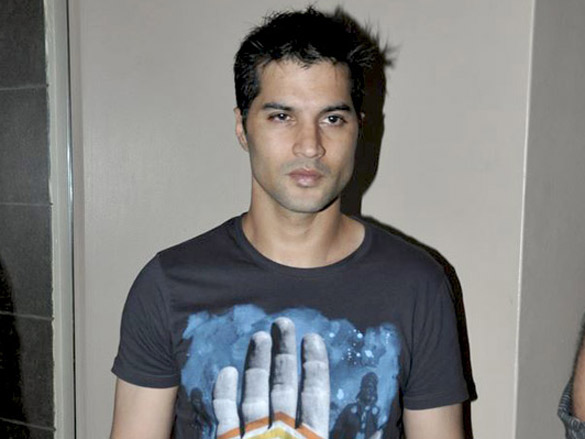
毕卡斯·塞希

毕卡斯·塞希 （孟加拉语: ভিকাস সেথি，1976年5月12日—2024年9月8日），是印度男性演员。他曾在2003年印度成人電影《哎呀！》作為男主角演出。